# Centropomus viridis
Centropomus viridis är en fiskart som beskrevs av Lockington, 1877. Centropomus viridis ingår i släktet Centropomus och familjen Centropomidae. IUCN kategoriserar arten globalt som livskraftig. Inga underarter finns listade i Catalogue of Life.